# Caridina imitatrix
Caridina imitatrix is een garnalensoort uit de familie van de Atyidae. De wetenschappelijke naam van de soort is voor het eerst geldig gepubliceerd in 1970 door Holthuis.